# Paul Thys
Paul Thys, född 2 maj 1946, är en friidrottare från Belgien. Han deltog vid olympiska sommarspelen 1972 och olympiska sommarspelen 1976.